# Helen Jacquet-Gordon
Helen Jacquet-Gordon, geborene Helen Wall-Gordon (* 7. Februar 1918 in New York; † 26. April 2013 in Carouge, Schweiz) war eine US-amerikanische Ägyptologin.

## Ausbildung
Ihre Mutter war Malerin, ihr bereits 1939 verstorbener Vater war Musiker. Schon als Teenager wurde ihr Interesse für Geschichte geweckt und sie „verschlang“ eigenen Angaben zufolge sehr bald fast alles, was sie zu diesem Thema in den städtischen Bibliotheken vorfand. 1936 schrieb sie sich im Barnard College in New York ein und wechselte von dort an die Columbia University, wo sie 1940 ein Diplom in Geschichtswissenschaften und 1942 den Masterabschluss für eine Arbeit über Gertrude Bell erhielt. Nachdem sie dann zunächst einmal eine wenig lukrative Stelle in einer industriellen Konditorei ausübte, war sie während des Zweiten Weltkriegs bei der United States Army Intelligence tätig, wo sie für die Verschlüsselung und Entschlüsselung vertraulicher Nachrichten zuständig war.
Nach dem Zweiten Weltkrieg wandte sich Gordon der Ägyptologie zu. In diesem Fachgebiet wollte sie ihre weitere Ausbildung vertiefen und stellte sich bei Nora Scott vor, welche sie in ihrer Funktion als Konservatorin des Metropolitan Museum dem Assyriologen Leo Oppenheim empfahl. Letzterer erklärte sich bereit, ihr wöchentlich 2 Stunden Unterricht zu geben. Sehr schnell gelang es Gordon, sich mit der Grammatik und Zeichenliste von Alan Gardiner vertraut zu machen, weshalb Oppenheim sie fragte, ob sie nicht Ägyptologin werden wolle. Daraufhin übernahm Nora Scott ihre Ausbildung und gab ihr Privatunterricht, den später der Ägyptologe Walter Federn an der Universität Wien fortführte. Im September 1949 ging Gordon schließlich nach Frankreich, wohin sie ihrem späteren Ehemann Jean Jacquet folgte, welcher zunächst in Genf Architektur studiert hatte und nun am Pariser Konservatorium eine Ausbildung als Musiker aufnahm. Doch nach 3 Monaten trennte sich das Paar.
In ihren „Pariser Jahren“ bewarb sie sich mit Empfehlungsschreiben von Oppenheim zunächst bei Christiane Desroches-Noblecourt und Jean Sainte-Fare Garnot, welche sie an der École pratique des hautes études, section de sciences religieuses, in ihre Seminare aufnahmen. Parallel dazu besuchte sie in dieser Zeit die Veranstaltungen von Georges Posener und Michel Malinine an der Section des sciences historiques et philologiques und hörte am Institut Catholique de Paris die Vorlesungen von Jacques Vandier und Pierre du Bourguet. In diesen Jahren lernte sie Jean Yoyotte und Serge Sauneron kennen und unternahm im Sommer 1950 von Paris aus eine Reise durch Europa, mit einem Fahrrad, welches ihr Jean Yoyotte geschenkt hatte. Im November 1953 schloss sie ihre Studien an der École pratique des hautes études mit dem Titel einer Diplomandin der Ägyptologie ab. In ihrer Abschlussarbeit Les Noms des domaines funéraires sous l’Ancien Empire vertrat sie thematisch eine These, welche 1962 vom Institut français d’archéologie orientale publiziert wurde und sich innerhalb der ägyptologischen Fachkreise schnell durchsetzte.

## Werdegang
Nach einem weiteren Jahr der Studien an der École pratique erhielt Gordon ein Stipendium der International Federation of University Women, das es ihr ermöglichte, erstmals in Ägypten selbst eigene Feldforschungen zu betreiben. Am 21. September 1955 traf sie in Alexandria ein und begab sich zunächst nach Kairo, wo sie bei Bernard Bothmer wohnte. Sie besuchte von dort aus zahlreiche Gräber in Sakkara und Gizeh, welche bis dahin noch nicht erforscht worden waren, und wurde mit Ahmed Fakhry bekannt. Vor allem nutzte sie ihre Zeit in Ägypten aber für einen Aufenthalt in Luxor, wo sie im Bezirk des Amun zu Karnak auf dem Dach des Chons-Tempels die Graffiti und Inschriften aus der Zeit der 22. und 23. Dynastie kopierte. Diese drei Monate währenden Studien zur Dritten Zwischenzeit entwickelten sich fortan zu ihrer fachlichen Spezialität und kumulierten in einer 2003 erfolgten Publikation mit dem Titel The temple of Khonsu, Vol. 3. The graffiti of the Khonsu Temple roof at Karnak: a manifestation of personal piety.
Von Anfang April bis Juni 1956 nahm sie mit Jean Yoyotte zudem als Mitarbeiterin an einer von Rudolf Anthes geleiteten Expedition teil, welche die Ausgrabung der unweit Memphis gelegenen Ruinen von Mit Rahina, der zweitältesten Hauptstadt des alten Ägypten, zum Ziel hatte. Hier konnte sich Gordon erstmals bewähren und war mit William Kelly Simpson für die Präparation der aufgefundenen Fayencen, Votive und sonstigen Objekte sowie das Kopieren und die Zusammenstellung der wichtigsten dort gefundenen Inschriften zuständig. Während die von Gordon in Mit Rahina erbrachten Leistungen nachhaltig überzeugten, hat sie zudem das Glück, ebendort erneut ihrem langjährigen Freund Jean Jacquet zu begegnen. Dieser hatte sich 1955 in seiner Funktion als Architekt dazu entschlossen, die offiziell bereits beendete erste Kampagne mit einer eigenen Crew im Areal des kleinen Tempels Ramses II. und seines Vorhofes fortzusetzen, und konnte dabei unter widrigsten Bedingungen binnen acht Wochen ein steinernes Libationsgefäß und eine Reihe von Votivtafeln zu Ehren des Gottes Ptah sowie Statuetten der Göttin Thoëris zu Tage fördern, welche zu den bedeutendsten Funden der gesamten Mission gehörten. Gordon half ihm nun mit einer Übersetzung und Interpretation der Inschrift des Libationsgefäßes und der Veröffentlichung seiner Funde.
Im März 1958 unternahmen Helen Gordon und Jean Jacquet eine Forschungsreise nach Luxor, wo sie am 23. Juni 1958 im Chicago House des Oriental Institute heirateten. Von diesem Tag an trennten sich die Wege dieser beiden Forscher nicht mehr. 1960 folgte Helen Jacquet-Gordon ihrem Ehemann nach Abu Simbel, wo dieser die Umsetzung mehrerer monumentaler Sitzbilder vorbereitete, Kolossalstatuen aus der Zeit Ramses II., welche an ihrem bisherigen Standort von Überflutung bedroht waren. Sie, die keine Angestellte war, beteiligte sich mit zahlreichen epigraphischen Arbeiten, die sie dort vor Ort anfertigte, an seinen Aufgaben, doch hatten diese nicht den alleinigen Zweck, für Veröffentlichungen verwendet zu werden.
Aus Interesse an der meroitischen Kultur nahmen sie in den Jahren 1965 bis 1977 dann unter der Leitung von Charles Maystre an einer Expedition nach Tabo teil, wo der dortige Tempel des Gottes Amun freigelegt und zwei Kolossalstatuen des meroitischen Königs Natakamani geborgen wurden. Im Zuge dieser archäologischen Mission im südlichen Teil der Argo-Insel wurden dort insgesamt neun Grabungskampagnen durchgeführt. Zwischenzeitlich arbeiteten sie 1967 bis 1968 zudem unter der Leitung von Serge Sauneron an der Erforschung christlicher Fundplätze in der Umgebung von Esna mit, doch ihre hauptsächliche Leidenschaft galt stets den Fundplätzen im Bereich der Karnak-Tempel bei Luxor. Der Einschätzung von Philippe Collombert zufolge wird der Name der Eheleute Jacquet unauflöslich mit jenen Fundstätten in Karnak-Nord verbunden bleiben, welchen sie sich unter der Schirmherrschaft des IFAO in den Jahren 1968 bis 1977 sowie erneut zwischen 1986 und 1992 im Bezirk des Amun eingehend widmeten.
Zu ihren wichtigsten Entdeckungen im dortigen Tempelbezirk zählt sicherlich die Freilegung und Identifizierung einer Schatzkammer König Thutmosis I. und ihrer Magazine. Zutage gefördert wurden im Bereich des Month-Tempels Fragmente von Mobiliar sowie Steinblöcke mit Inschriften, 16 Bronzefiguren, Stoßzähne aus Elfenbein, Fayencen und Keramik, Fragmente von Statuen und Statuetten, Fragmente von Siegelringen und 163 Siegelabdrücke von Beamten des Mittleren Reiches und der Zweiten Zwischenzeit, Fragmente von Reliefs und Stelen, Objekte aus Silex und anderes. Da das reiche und vielseitige Spektrum an Funden oftmals zunächst einmal direkt vor Ort in Lagerräumen zwischengelagert wurde, führt Irmgard Hein seit 2013 eine genaue Bestandsaufnahme der dort gefundenen Objekte durch.
Ihre wahre Vorliebe galt jedoch dem Dach des von Ramses III. errichteten Chons-Tempels zu Karnak. Hier hatte Helen Jacquet-Gordon im Winter 1955/56 binnen drei Monaten insgesamt 334 Graffiti der Dritten Zwischenzeit und Spätzeit mitsamt ihren Inschriften kopiert. Als sie sich in den Jahren 1968 bis 1977 nun erneut diesen Zeugnissen zuwendete und die seinerzeit angefertigten epigraphischen Studien im Zuge eigener Übersetzungen auswertete und zu verifizieren suchte, gelang ihr die Wiederentdeckung der nach 1960 durch Vandalismus verunstalteten und stark fragmentierten Genealogie König Takelot III. sowie der Nachweis des bis dahin völlig unbekannten Königs Ini, welchen David A. Aston in die Jahre ca. 747–742 v. Chr. datiert und damit der 23. Dynastie zuordnet. Die Richtigkeit ihrer Ergebnisse wurde durch Yoyotte und Jean-Marie Kruchten sowie in Hinblick auf die Identifizierung des Pharao Ini erneut durch Jean Yoyotte bestätigt, welcher die von ihr entdeckte Kartusche des Ini mit jener auf der Stele Louvre C 100 sowie der auf der Bronze Durham N 2186 identifizierte. Die Argumente Yoyottes wurden praktisch von allen Ägyptologen akzeptiert, einschließlich Jürgen von Beckerath und Thomas Schneider. Damit darf ihre Entdeckung als etabliert angesehen werden. Sie selbst dokumentierte ihre Fundstellen in den Jahren 1959/60 und 1987 zudem anhand von Photographien, welche sie zuallermeist selbst anfertigte. Charles Bonnet erstellte ihr 1970 dazu einen Lageplan vom Dach des Chons-Tempels, auf dem sich sämtliche Steinplatten desselben sowie die Graffiti und Inschriften nach Nummern angeordnet verzeichnet finden.
Lanny Bell, der damalige Direktor des Chicago House in Luxor, riet ihr seinerzeit dazu, das dort gesammelte Material sorgfältig zu edieren und es dann beim Oriental Institute in Chicago zu veröffentlichen, was sie im Jahre 2003 dann auch tat. Das Ehepaar Jacquet-Gordon lebte in den Jahren bis 1992 vornehmlich in einem von Alexandre Varille erbauten Lehmziegelhaus. Nach ihrer Abreise aus Ägypten kehrten sie zuletzt im Jahre 2007 nochmals nach Luxor zurück und ordneten im Chicago House ihr Fotoarchiv, welches sie 2008 der Bibliothek des Chicago House vermachten. Helen Jacquet-Gordon verstarb am 26. April 2013 in Carouge, Schweiz. Ihr Ehemann Jean Jacquet überlebte sie und starb 2016.

## Veröffentlichungen (Auswahl)
- (als Helen K. Wall): A first glimpse of Egypt. In: Newsletter of the American Research Center in Egypt. Nummer 22, 30. Juni 1956, 1956, S. 22–23 (Digitalisat).
- (als Helen Wall-Gordon): A New Kingdom libation basin dedicated to Ptah, second Part: The inscriptions. In: Festschrift zum 80. Geburtstag von Professor Dr. Hermann Junker, II. Teil = Mitteilungen des Deutschen Archäologischen Instituts, Abteilung Kairo. Band 16, 1958, S. 168–175 (Digitalisat).
- Les noms des domaines funéraires sous l’Ancien Empire égyptien (= Bibliothèque d'étude. Institut Français d'Archéologie Orientale. Band 34). Institut Français d'Archéologie Orientale, Kairo 1962.
- mit Charles Bonnet, Jean Jacquet: Pnubs and the Temple of Tabo on Argo Island. In: The Journal of Egyptian Archaeology. Band 55, 1969, S. 103–111 (Digitalisat).
- Les Ermitages chrétiens du désert d’Esna III. Céramique et objets (= Fouilles de l'Institut français d'archéologie orientale. Band 29/3). Institut Français d'Archéologie Orientale, Kairo 1972.
- Alexandre Piankoff: The Wandering of the Soul (= Egyptian religious texts and representations Band 6; = Bollingen Series. Band 40/6). Completed and prepared for publication by Helen Jacquet-Gordon. Princeton University Press, Princeton 1974, ISBN 0-691-09806-9 (Digitalisat).
- Deux graffiti de l'époque libyenne sur le toit du temple de Khonsu à Karnak. In: Jean Vercoutter (Hrsg.): Hommages à la mémoire de Serge Sauneron (1927–1976). Band 1: Égypte pharaonique (= Bibliothèque d'étude. Band 81). IFAO, Kairo 1979, S. 167–183 (Auszüge).
- Karnak-Nord VI: Le trésor de Thoutmosis I.: la décoration (= Fouilles de l'Institut Français d'Archéologie du Caire. Band 32, 1 und Band 32, 2). Institut Français d'Archéologie Orientale, Kairo 1988, ISBN 2-7247-0074-0, ISBN 2-7247-0075-9.
- Karnak-Nord VIII: Le trésor de Thoutmosis I.: Statues, stèles et blocs réutilisés (= Fouilles de l'Institut Français d'Archéologie du Caire. Band 39). Institut Français d'Archéologie Orientale, Kairo 1999, ISBN 2-7247-0231-X.
- The temple of Khonsu, Vol. 3. The graffiti on the Khonsu Temple roof at Karnak: a manifestation of personal piety (= The Oriental Institute Publications Chicago. Band 123). Institute of the University of Chicago, Chicago 2003, ISBN 1-885923-26-0 (Digitalisat).
- Karnak-Nord X: Le trésor de Thoutmosis I.: La céramique (= Fouilles de l'Institut Français d'Archéologie Orientale du Caire.Band 65, 1 und Band 65, 2). Institut Français d'Archéologie Orientale, Kairo 2012, ISBN 978-2-7247-0609-3, ISBN 978-2-7247-0610-9.